# Cheiracanthium stratioticum
Cheiracanthium stratioticum is een spinnensoort uit de familie Cheiracanthiidae.
De wetenschappelijke naam van de soort werd in 1873 gepubliceerd door Ludwig Carl Christian Koch.